# 물레방아

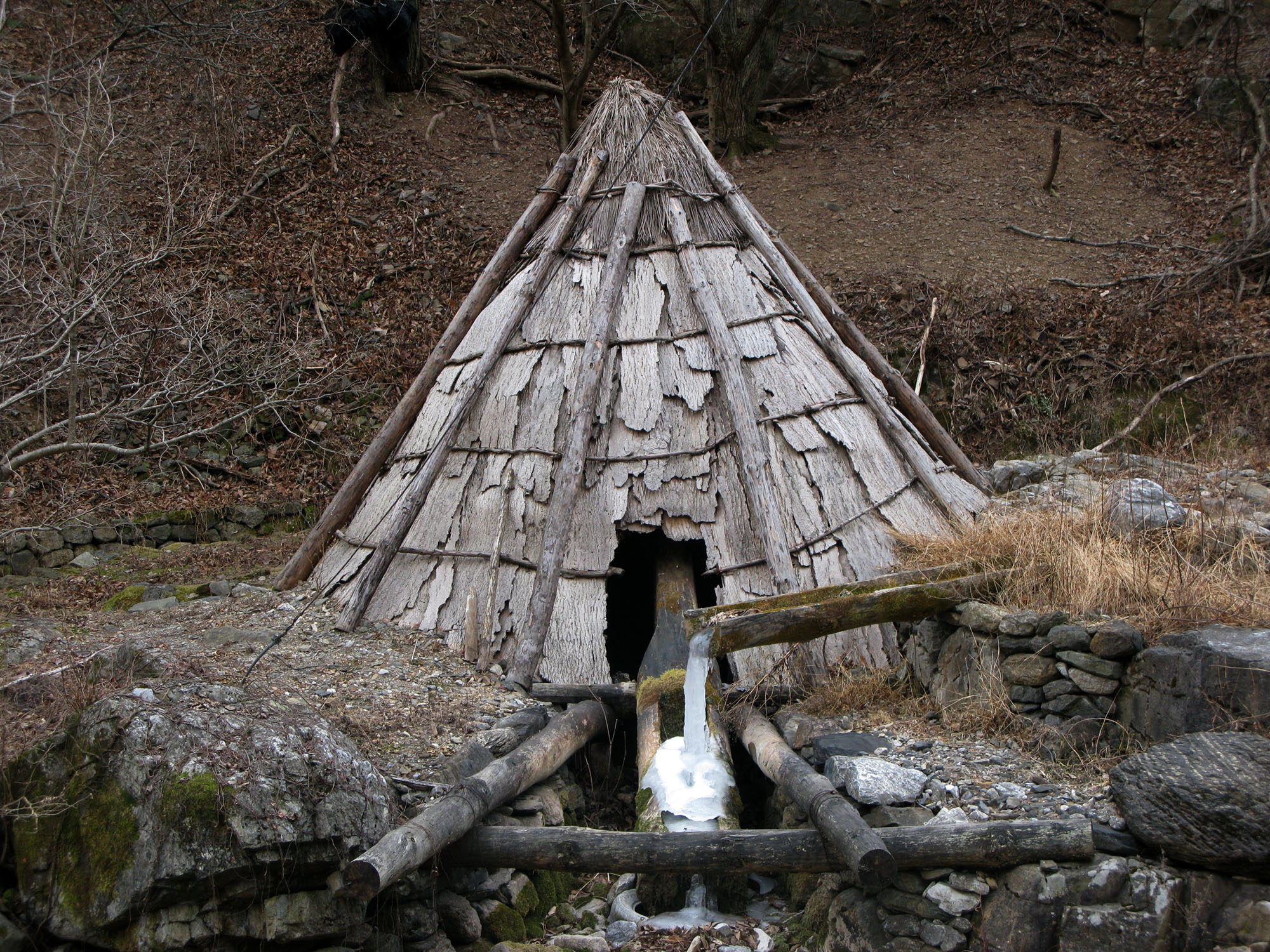
물레방아의 일종인 통방아

물레방아는 큰 바퀴를 물의 힘으로 돌려 곡식을 찧는 방아로, 큰 나무바퀴를 가로지르는 굴대에 넓적한 나무가 달려 있고, 이것이 공이를 끼운 방아채를 누르도록 설치되어 있다.
위에서 물이 떨어지는 힘으로 나무바퀴가 돌아가면 눌림대가 방아채의 끝을 눌러 방아채가 올라갔다 내려오는데, 이때 방아채 끝에 달린 공이가 땅에 묻혀 있는 속이 우묵한 통인 방아확 속에 있는 곡식을 찧는다.
몽테스키외는 물레방아가 농업 노동자의 일을 빼앗아갔다고 비난한 바 있다.

## 같이 보기
- 수차